# Ma Chérie (Baby Gang)
Ma Chérie è un singolo del rapper italiano Baby Gang, pubblicato il 29 ottobre 2021.
Il brano vanta la partecipazione del rapper italiano Capo Plaza.

## Tracce
1. Ma Chérie (feat. Capo Plaza) – 2:39

## Classifiche
| Classifica (2021) | Posizione massima |
| ----------------- | ----------------- |
| Italia            | 74                |